# Georg Avellis
Georg Avellis (n. 6 mai 1864, Forst, Prusia - d. 1916) a fost un otolaringolog german care a descris asocierea de semne și simptome neurologice cunoscute sub eponimele de sindromul Avellis, hemiplegia lui Avellis, sindromul Avellis-Longhi sau sindromul Longhi-Avellis.

## Biografie
Georg Avellis a obținut doctoratul în medicină în 1888 și a debutat practica medicală la Giessen ca asistent al profesorului de medicină internă Franz Riegel⁠(en)[traduceți]. Ulterior s-a mutat la Frankfurt am Main și s-a specializat în otolaringologie sub îndrumarea profesorului Moritz Schmidt, profesând această specialitate până la sfârșitul vieții. 

## Publicații
Georg Avellis a publicat lucrări în domeniul otolaringologiei:
- Cursus der laryngorhinoscopischen Technik. Berlin, 1891.
- Der Gesangsarzt. Frankfurt am Main, 1897.
- Behandklung des Schluckwehs. Frankfurt am Main.